# Heiratsstrafe
Mit dem politischen Schlagwort «Heiratsstrafe» wird in der Schweiz kritisiert, dass Verheiratete unter gewissen Umständen steuerlich schlechter gestellt sind als unverheiratete Paare. Das Bundesgericht entschied {BGE 110 Ia 7 4476} bereits 1984, dass die kantonalen Steuergesetzgebungen Ehepaare im Verhältnis zu Konkubinatspaaren nicht stärker belasten dürfen. Es äusserte sich nicht ausdrücklich zu den Bundessteuern. Eine Präzisierung im Jahr 1994 ergab, dass erst ab 10 Prozent Differenz von Diskriminierung ausgegangen werden kann. Viele Kantone haben seitdem ihre Steuergesetzgebungen entsprechend angepasst, während auf eidgenössischer Ebene die Benachteiligung von Ehepaaren weiter bestehen bleibt. Eine erste Serie von dringlichen Massnahmen wurde mit der Steuererklärung 2009 erstmals wirksam. Diese beseitigt die Heiratsstrafe für 160 000 der betroffenen 240 000 Ehepaare, lässt sie aber für die anderen weiter bestehen. Der maximale Grad der Diskriminierung beträgt dabei 84 Prozent, welcher die Ehen betrifft, bei denen jeder Ehepartner 75 000 bis 125 000 Franken Jahreseinkommen erzielt. Damit liegt die Diskriminierung für diese Ehepaare immer noch weit über den 10 Prozent, welche das Bundesgericht vorgibt.
Bei der Alters- und Hinterlassenenversicherung, der obligatorischen Rentenversicherung der Schweiz, bekommt ein verheiratetes Rentnerpaar maximal 150 Prozent der Maximalrente ausbezahlt, ein unverheiratetes Rentnerpaar jedoch beide Renten in voller Höhe. Im Gegenzug wird bei Verheirateten eine Witwen- oder Witwerrente ausbezahlt.
Seltener öffentlich diskutiert wird die Tatsache, dass es nebst der «Heiratsstrafe» auch so etwas wie einen «Heiratsbonus» gibt. Unter gewissen Umständen profitieren Verheiratete nämlich von einer reduzierten Steuerbelastung, da sie grundsätzlich einem geringeren Steuersatz unterstellt sind als Alleinstehende. Insbesondere wenn ein Ehepartner deutlich mehr zum gemeinsamen Einkommen beiträgt als der andere, wird die gemeinsame Steuerrechnung typischerweise niedriger ausfallen, als dies bei einer separaten Besteuerung beider Ehepartner der Fall wäre. Statistisch gesehen ist der «Heiratsbonus» sogar häufiger als die «Heiratsstrafe».

## Andere Staaten
In Deutschland können Ehepartner mittels Ehegattensplitting veranlagt werden, das bei Ehegatten mit deutlich unterschiedlichen individuellen Steuersätzen zu einer Besserstellung führt. Allgemeiner betrachtet ist dort eine Schlechterstellung von Verheirateten gegenüber Unverheirateten aufgrund Art. 6 Grundgesetz (Schutz von Ehe und Familie) nicht zulässig.
In Schweden wird die Individualbesteuerung angewandt, so dass sich eine Heirat nicht auf die Höhe der Einkommensteuer auswirkt.
In Österreich werden Ehepartner getrennt (einzeln) veranlagt, eine Besserstellung von Ehepartnern ist dadurch nicht gegeben. Ein Alleinverdienerabsetzbetrag für Ehepartner bzw. eingetragene Lebenspartner vermindert die Steuerbelastung minimal.